# Nigel Sharpe
Pour les articles homonymes, voir Sharpe.
Nigel Sharpe, né le 23 décembre 1904 à Londres et décédé le 3 octobre 1962, est un joueur britannique de tennis.

## Carrière
Il a joué le tournoi de Wimbledon de 1925 à 1939 et y a atteint 3 fois les huitièmes de finale (1929, 1931, 1935).
En Coupe Davis il n'a joué qu'une rencontre, en 1930 contre la Pologne au Abbey Park Gardens à Torquay en Angleterre. Il a remporté ses deux matchs en simple.
En 1946, on le trouve sur le tableau du tournoi de Torquay.